# Сигнал (завод)
ПАО Приборный завод «Сигнал» («ПЗ „Сигнал“») — предприятие Росатома, основная деятельность предприятия заключается в производстве аппаратуры и оборудования для АЭС, изготовлении приборов и комплексов радиационной, химической разведки и дозиметрического контроля, пожарной сигнализации.

## История
В 1968 году в целях обеспечения развивающейся ядерной энергетики, для производства аппаратуры ядерного приборостроения и оснащения строящихся Атомных электростанций министром средмаша СССР Е. П. Славским принимается решение о строительстве в городе Обнинске Приборного завода. Первым директором строящегося завода был назначен Фёдор Николаевич Смоляр. В 1971 году была сдана первая очередь пускового комплекса.
В августе 1971 года директором завода был назначен Анатолий Яковлевич Мальский, под его руководством завод вышел на проектную мощность и освоил производство техники для развивающейся атомной энергетики.
С 1972 года первыми серийными изделиями стали радио-изотопные приборы применяемые в народном хозяйстве. В 1974 году завод изготовил первый комплект аппаратуры для определения физической мощности ядерных ректоров. С 1975 года завод приступил к выпуску продукции военного назначения, первым из них был гидрокантакт для РЛС противовоздушной обороны, с 1976 года приборы радиационной и химической разведки устанавливаемые на всех подвижных средствах вооружения и военной техники Вооружённых сил СССР.

## Новейшая история
В 1993 году завод преобразован в открытое акционерное общество
ПАО "Приборный завод «Сигнал» является предприятием оборонно-промышленного комплекса с современным приборостроительным комплексом по производству аппаратуры и оборудования для АЭС, радиохимических производств, приборов радиационной и химической разведки для Министерства обороны, ФСБ, ФСО, МВД. По заданию ФГУП «Российские телевещательные сети» завод освоил производство телепередатчиков, предназначенных для ретрансляции телесигнала, а также передающих антенн и по переводу отечественного телевидения на цифровой формат.
В сентябре 2019 года ПАО "Приборный завод «Сигнал» получил аттестат аккредитации в системе госкорпорации «Росатом». Испытательно-метрологический центр прошёл все стадии проверки и признан соответствующим всем требованиям, в частности требованиям обеспечения безопасности в области использования атомной энергии.
20 мая 2025 года, из-за российского вторжения на Украину, компания включена в санкционный список стран Евросоюза как компания которая осуществляет поддержку военно-промышленного комплекса России. 

## Директора
- 1968—1971 — Ф. Н. Смоляр;
- 1971—1986 — А. Я. Мальский;
- 1986—1996 — Н. З. Савин;
- 1996—2002 — В. А. Анисимов;
- 2002—2014 — В. Я. Родионов
- 2014—2021 — С. А. Орлов
- 2021—н/в — В. Я. Родионов